# 古德拉姆鎮區 (阿肯色州洛諾克縣)
古德拉姆鎮區（英語：Goodrum Township）是位於美國阿肯色州洛諾克縣的一個行政鎮區。

## 地方資料
古德拉姆鎮區的面積為45.13平方千米，當中陸地面積為44.73平方千米，而水域面積為0.40平方千米。根據2010年美國人口普查的數據，當地共有人口2611人，而人口密度為每平方千米57.86人。